# Velká Svinčice
Velká Svinčice (448 m) je vrch v okrese Jičín Královéhradeckého kraje, v CHKO Český ráj. Leží asi 1 km zsz. od vesnice Horní Lochov na příslušném katastrálním území. Vrchol dříve dosahoval výšky 451 m a převyšoval tak sousední Malou Svinčici o 2 m. Buď vlivem lomu, nebo přesnějším stanovením nadmořské výšky, je tedy Velká Svinčice navzdory svému názvu o jeden metr nižší než Malá Svinčice.

## Popis
Spolu se sousední severněji položenou Malou Svinčicí (449 m) tvoří dvě drobná třetihorní čedičová (bazanit, brekcie, nefelinit) tělesa proniklá skrz svrchnokřídové křemenné pískovce s vložkou vápnitých sedimentů. Společně vyzdvihly plochý hřbet až plošinu protaženou směrem západ–východ. Ze severu bezprostředně navazuje rozsáhlé území Prachovských skal (původně součást společné plošiny). Těsná dvojice odolných vulkanitů nedovolila silnější erozi plošiny. Vrchol a jižní svah Velké Svinčice je porušen čedičovým lomem, který sloužil hraběcímu rodu Šliků (činnost lomu ukončena v roce 1954, dochované pozůstatky základů). Malá Svinčice je zalesněná smíšeným porosty, Velká Svinčice listnatými porosty.
Velká Svinčice je součástí PR Prachovské skály. Leží na západě Přivýšinského hřbetu (zvaného též Prachovský hřeben). Ten pokračuje vrchem Přivýšina (464 m) a na východě končí vrchem Brada (438 m).

## Geologická lokalita
Bývalý polokruhový stěnový lom tvoří významnou geologickou lokalitu Horní Lochov - vrch Velká Svinčice. Těžba odkryla žílu černošedého bazanitu ve vulkanoklastických horninách, který se používal na stavby a udržování silnic. Lom je též jediným místem v Prachovských skalách, kde se dochoval výskyt vápnitých jílovců rohateckých vrstev díky vůči zvětrávání odolnému suku bazanitu.

## Geomorfologie
Vrch náleží do celku Jičínská pahorkatina, podcelku Turnovská pahorkatina, okrsku Vyskeřská vrchovina, podokrsku Prachovská pahorkatina a části Přivýšinský hřbet.

## Přístup
Automobilem se dá nejblíže dopravit do Horního Lochova či k silnici I/16 (Mladá Boleslav – Jičín). Pomocí turistických tras modré, zelené a červené lze dojít pěšky k oběma vrcholům. Samotné vrcholy jsou nenápadné a leží mimo značené trasy. Z Malé Svinčice nejsou žádné výhledy, z Velké omezené.